# Aton Resources
Aton Resources (bis 2016 Alexander Nubia International) ist ein kanadisches Goldbergbauunternehmen. Seit 2007 werden zwei Konzessionen im Osten Ägyptens exploriert.
Die Lagerstätten Hamama und Abu Marawat liegen in der Nähe der Fernstraße Qina–Safaga. Hamama ist eine VMS-Lagerstätte mit Goldoxid-Kappe ähnlich zu anderen Vorkommen auf dem Arabisch-Nubischen Schild. Abu Marawat besteht aus goldführenden Quarzgängen.